# Polska Izba Turystyki
Polska  Izba Turystyki (PIT) – istniejąca od 1990 ogólnopolska organizacja samorządu gospodarczego przemysłu turystycznego. Od 1995 wydaje firmom zrzeszonym w izbie certyfikaty.

## Cele działalności
Do podstawowych zadań izby należy:
- reprezentowanie interesów gospodarczych swoich członków,
- działanie na rzecz interesów branży turystycznej,
- obrona godności, praw i interesów gospodarczych swoich członków,
- wspieranie rozwoju turystyki, a w szczególności organizowanie działań i podejmowanie przedsięwzięć sprzyjających materialnemu rozwojowi gospodarki turystycznej,
- promowanie podnoszenia jakości usług turystycznych,
- tworzenie warunków do wymiany doświadczeń, nawiązywania kontaktów i integracji członków izby,
- kształtowanie i upowszechnianie zasad etyki w działalności gospodarczej,
- podnoszenie poziomu wiedzy i popularyzacja dorobku nauki w zakresie turystyki[1].